# Calicotome villosa
Calicotome villosa é uma espécie de planta com flor pertencente à família Fabaceae. 
A autoridade científica da espécie é (Poir.) Link, tendo sido publicada em Schrader Neues Jour. Bot. 2(2): 51. 1808.

## Portugal
Trata-se de uma espécie presente no território português, nomeadamente em Portugal Continental.
Em termos de naturalidade é nativa da região atrás indicada.

## Protecção
Não se encontra protegida por legislação portuguesa ou da Comunidade Europeia.